# Армянская епархия Салоники
Салоникская (Селаникская) епархия Константинопольского патриархата Армянской Апостольской церкви (арм. Հայ Առաքելական եկեղեցու Կոնստանդնուպոլսի պատրիարքության Սալոնիկի թեմ) — упразднённая архиепископская епархия Армянской Апостольской церкви в составе Константинопольского патриархата.

## История
В 1911 году в юрисдикцию Салоникской епархии входили территории Салоникского и Монастырского вилайетов Османской империи.
По данным на 1911 год количество верующих данной епархии Армянской Апостольской церкви — 2.000, число общин — 12.
Епархия имела 1 церковь.